# Tetralină
Tetralina (1,2,3,4-tetrahidronaftalină) este o hidrocarbură cu formula chimică C10H12. Molecula sa este asemănătoare ca structură cu cea a naftalinei, numai că tetralina are unul dintre nuclee saturate (un nucleu de benzen lipit de unul de ciclohexan).

## Obținere
Tetralina se produce prin hidrogenarea catalitică a naftalinei: 

## Utilizări
Tetralina este utilizată ca și solvent organic.
Este de asemenea utilizată și pentru sinteza în laborator a acidului bromhidric gazos:
{\displaystyle \mathrm {C_{10}H_{12}\ +\ 4Br_{2}\longrightarrow \ C_{10}H_{8}Br_{4}\ +\ 4HBr} }